# Zwei blaue Augen (1955)
Zwei blaue Augen ist ein deutsches Filmmelodram aus dem Jahre 1955 von Gustav Ucicky mit Marianne Koch und Claus Holm in den Hauptrollen. Dem Film liegt der gleichnamige Roman von Josef von Babay zugrunde.

## Handlung
Die blinde Christiane Neubert, die ihren Lebensunterhalt als Telefonistin verdient, und der Ingenieur Dr. Michael Arndt, der im selben Industriewerk wie Christiane arbeitet, lieben einander und planen ihren Lebensweg gemeinsam zu gehen. Doch Christianes Pflegemutter Frau Friedrich hat anderes im Sinn; sie möchte ihr einstiges Mündel lieber mit einem anderen Mann verheiratet sehen, und diesen Ehekandidaten hat sie auch schon ausgeguckt: es ist der Testfahrer Eddi Witt. Witt ist in derselben Motorenfirma wie die beiden Verliebten, die ihm ein Dorn im Auge sind, beschäftigt. Eddi ist ein ziemlicher Mistkerl, denn er ist nicht nur skrupellos, sondern hat es mit den angestrebten Ehe lediglich auf den Erbteil Christianes abgesehen. Darüber hinaus sabotiert er Arndts neue, bahnbrechende Erfindung.
Christiane, die aufgrund ihrer Erblindung lange Zeit in einer Art Schneckenhaus gelebt hat, findet durch ihre Liebe zu dem gutherzigen Ingenieur ihr Selbstvertrauen zurück und ist nun auch dazu bereit, sich einer entscheidenden Augenoperation zu unterziehen, vor der sie, aus Angst vor einem möglichen Misserfolg, stets zurückgeschreckt hat. Tatsächlich gelingt die Operation, und Christiane kann endlich zu sehen. Derweil spitzen sich die Dinge in der Firma zu. Witt schreckt gegenüber Arndts Erfindung auch nicht vor Sabotage zurück, doch diese wird entdeckt, und der schurkische Testfahrer entlassen, während der zeitweise in Verdacht geratene Michael Arndt vollständig rehabilitiert wird. Nun steht dem Glück der beiden Liebenden nichts mehr im Wege, und auch Pflegemutter Friedrich hat nichts mehr gegen diese Verbindung einzuwenden.

## Produktionsnotizen
Zwei blaue Augen entstand ab dem 23. August 1955. Als Atelier diente das Studio Hamburg-Wandsbek, die Außenaufnahmen entstanden in Göttingen und Kampen (Sylt). Der Film wurde im ersten Teil in Schwarzweiß und im zweiten Teil in Farbe gedreht und erlebte am 4. November 1955 in Kiel und Braunschweig seine Uraufführung.
Gyula Trebitsch war Herstellungsleiter, Heinz-Günter Sass Produktionsleiter. Herbert Kirchhoff und Albrecht Becker schufen die Filmbauten, Werner Schlagge sorgte für den Ton. Erna Sander zeichnete für die Kostüme verantwortlich.

## Kritiken
Der Spiegel befand in seiner Ausgabe vom 9. November 1955: „Marianne Koch, die liebliche und wohlerzogene Bundesfilmpreisträgerin, spielt die Hauptrolle in einer Art Jungmädchenfilm: eine reine Blinde, die trotz Ränken und Verboten einen guten Bräutigam und überdies das Augenlicht gewinnt. Nach der gelungenen Operation wird der bis dahin schwarzweiße Film bunt eingefärbt – ein anderer optischer Einfall ist Gustav Ucicky, dem Regisseur der redseligen Affäre, nicht nachzuweisen.“

„Rührselige Liebesgeschichte zwischen einer blinden Telefonistin und einem einsamen, selbstlosen Ingenieur. Kitschiges Melodram im Stil der 50er Jahre.“